# Heinrich Ewald

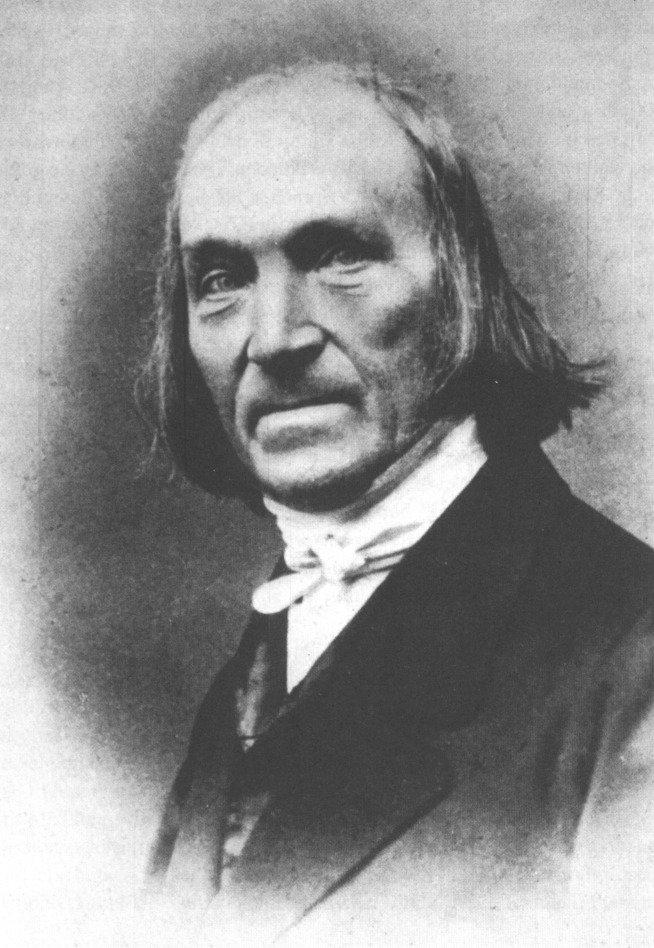
Heinrich Ewald

 Georg Heinrich August Ewald, ab 1841 Ritter von Ewald (* 16. November 1803 in Göttingen; † 4. Mai 1875 ebenda), ein deutscher Orientalist und evangelischer Theologe, gilt als einer der bedeutendsten Orientalisten des 19. Jahrhunderts. Seine Arbeiten über Hebräisch und Arabisch, die Biblische Exegese des Alten Testaments und die Geschichte der Hebräer waren bahnbrechend. Als Unterzeichner des Protests der Göttinger Sieben verlor er 1837 seine Professur an der Universität Göttingen und wechselte an die Universität Tübingen. 1863 war er Mitbegründer des Deutschen Protestantenvereins. Seit 1869 als Abgeordneter im Reichstag des Norddeutschen Bundes, wurde er zum Gegner des preußischen Militarismus.

## Leben

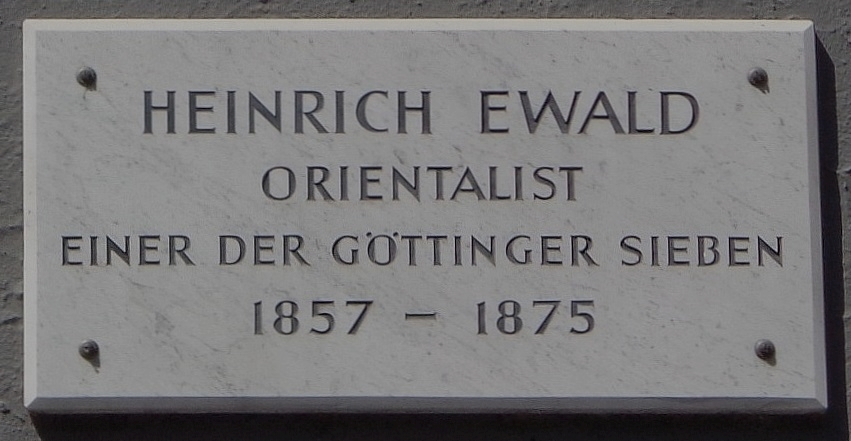
Göttinger Gedenktafel für Ewald

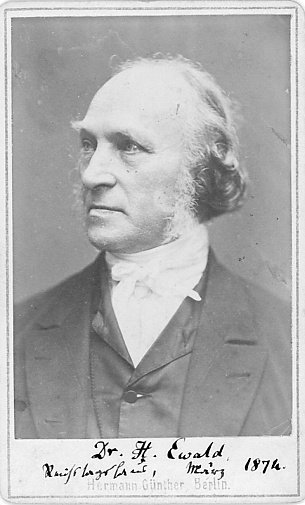
Heinrich Ewald (Fotografie von Hermann Günther, Berlin, um 1874)

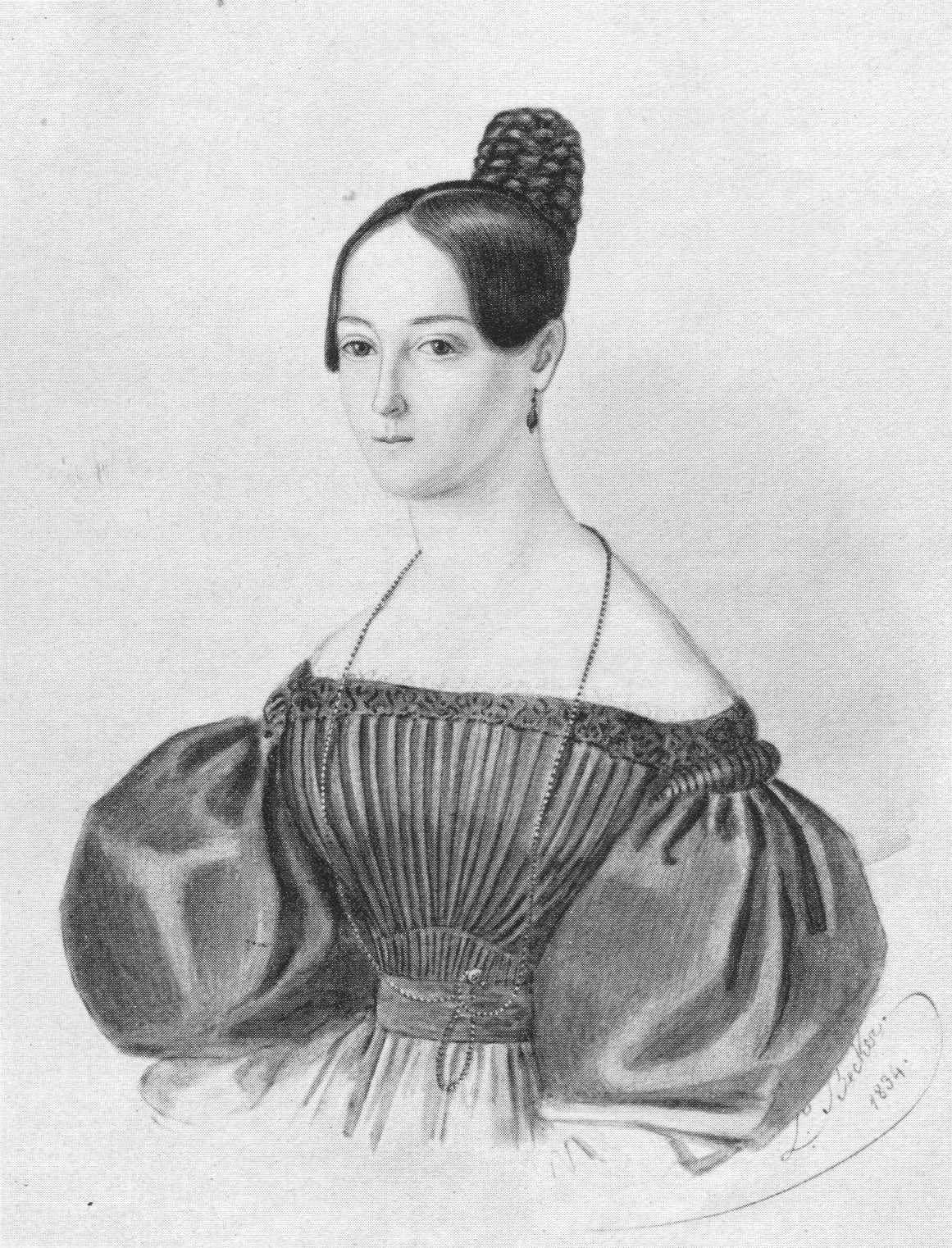
Heinrich Ewalds Frau Minna Ewald geb. Gauß

Heinrich Ewald kam in Göttingen im Königreich Hannover als Sohn des Tuchmachers Heinrich Andreas Ewald zur Welt. Von 1815 bis 1820 war er Schüler des Göttinger Gymnasiums. Danach studierte er an der Georg-August-Universität Göttingen als Schüler Johann Eichhorns Evangelische Theologie und Orientalistik. Während des Studiums arbeitete er ab 1822 als Lehrer am Gymnasium in Wolfenbüttel. In der Herzog August Bibliothek hatte er Zugang zu orientalischen Handschriften, die er für sein Studium nutzte. 1823 beendete er das Studium in Göttingen mit der Promotion und blieb noch für ein Jahr als Professor am Wolfenbütteler Gymnasium.
Danach wechselte er als Repetent an die Theologische Fakultät der Universität Göttingen und wurde 1827 nach dem Tod Eichhorns mit 23 Jahren zum außerordentlichen Professor für orientalische Sprachen an der Philosophischen Fakultät ernannt. Ewald hatte auch Kenntnisse auf dem Gebiet des Sanskrit und der indischen Literaturen und hielt in Göttingen im Wintersemester 1826/27 eine Vorlesung Über die Sanskrit-Sprache und Literatur. 1830 heiratete er im Alter von fast 27 Jahren Minna Gauß, Tochter des Mathematikers Carl Friedrich Gauß.
Anfang der 1830er Jahre war Heinrich Ewald ein geachteter und anerkannter Orientalist und Theologe, der auf eine große Zukunft hoffen konnte. 1831 wurde er zum ordentlichen Professor für Altes Testament an der Philosophischen Fakultät der Universität Göttingen ernannt. 1833 wurde er Akademiemitglied in der königlichen Sozietät der Wissenschaften, 1835 Professor für orientalische Sprachen und im selben Jahr erhielt er die Berufung in die Honorenfakultät. Im Dezember 1834 wurde er als korrespondierendes Mitglied in die Russische Akademie der Wissenschaften in Sankt Petersburg aufgenommen. Am 12. Dezember 1837 fand seine Laufbahn in Göttingen jedoch ein überraschendes Ende, als er mit sechs Kollegen gegen die Änderung der Verfassung protestierte und danach als einer der Göttinger Sieben von König Ernst August I. (Hannover) aus allen Ämtern und Ehren entlassen wurde.
Seine wissenschaftliche Reputation reichte jedoch schon weit über die Grenzen des Königreichs Hannover hinaus, obwohl er fachlich auch heftige Gegnerschaft erlebte und ihm Anmaßung vorgeworfen wurde. Im Mai 1838 wurde er als ordentlicher Professor für Philosophie an die Universität Tübingen im Königreich Württemberg berufen und 1841 auf eigenen Wunsch an die Theologische Fakultät versetzt. Unter seinen Studenten waren zu jener Zeit August Schleicher und August Dillmann, die er für die Orientalistik und orientalische Sprachen begeisterte. Zu seinen Tübinger Schülern gehörte auch Rudolf von Roth, der später in Nachfolge von Ewald als Extraordinarius für orientalische Sprachen die Indologie in Tübingen begründen sollte. Überschattet wurde sein Aufenthalt in Tübingen durch den frühen Tod seiner Ehefrau, die 1840 im Alter von 32 Jahren verstarb. In Tübingen sind einige seiner bedeutendsten Werke entstanden und es begann seine erbitterte Fehde mit dem Theologen Ferdinand Baur und der Tübinger Schule.
Die Göttinger Universität trug in den 1840er Jahren schwer an den Folgen der Entlassung ihrer sieben herausragenden Professoren. Auf die verwaisten Lehrstühle der Göttinger Sieben ließ sich kein Gelehrter von Rang berufen, und die Studentenzahlen gingen drastisch um fast die Hälfte zurück. Um das Renommee der Universität wieder zu heben, wurde versucht, die Sieben wieder in Göttingen zusammenzuführen. Diese Bemühungen waren jedoch nur bei dem Physiker Wilhelm Weber und bei Heinrich Ewald erfolgreich, der 1848 in seine Heimatstadt zurückkehrte und dort wieder alttestamentliche Theologie und orientalische Sprachen lehrte. Die Umstände seines „Weggangs“ von Tübingen erläuterte er in einer eigenen Schrift.

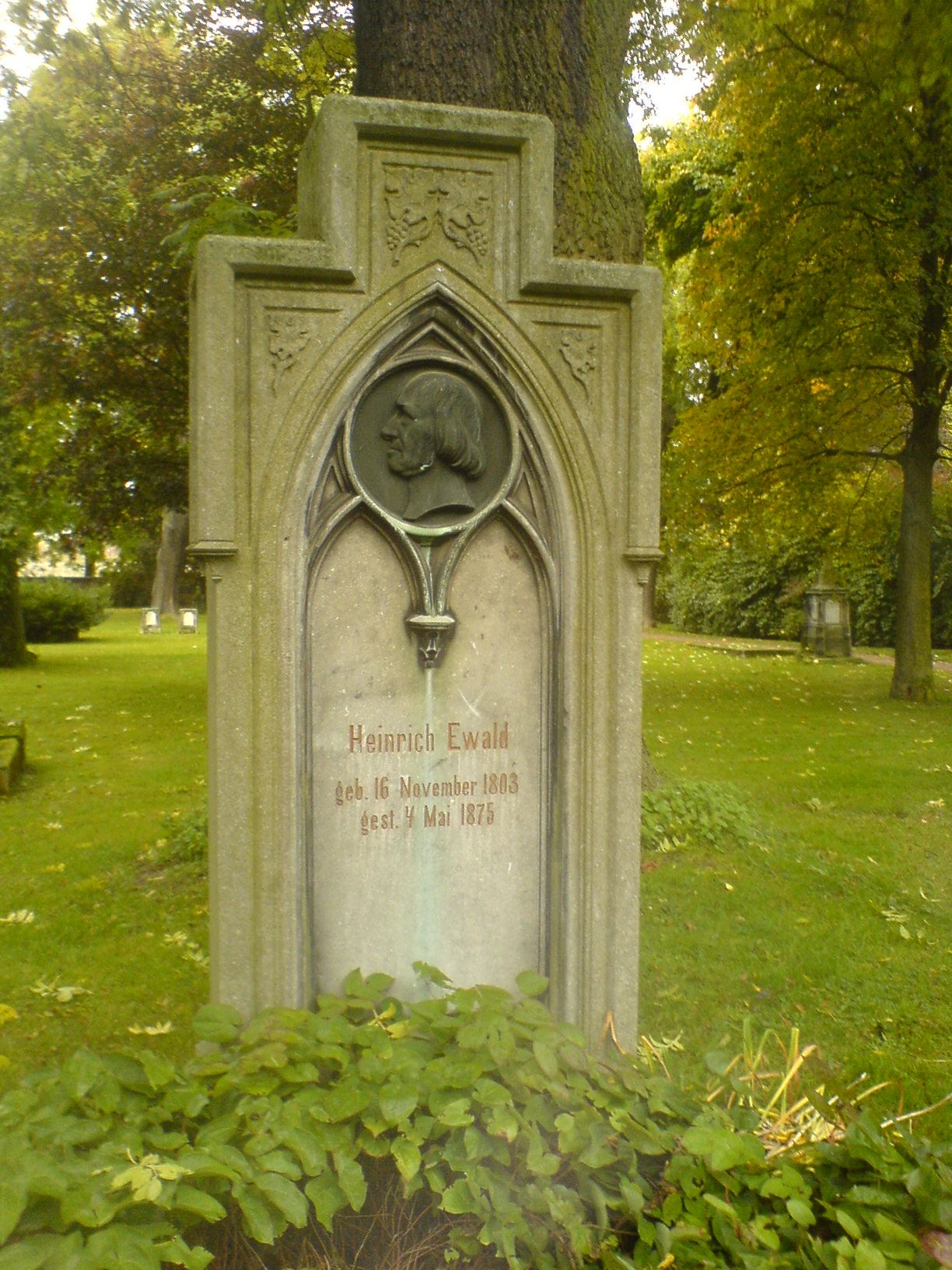
Ewalds Grab in Göttingen

1863 war er in Frankfurt am Main einer der Mitbegründer des Deutschen Protestantenvereins. Bei der Kirchensynode 1864 forderte er eine bessere Kirchenverfassung im Sinne Luthers sowie freie Pastorenwahl und theologische Forschungsfreiheit.
Seine politische Überzeugung wurde 1867 erneut vor eine harte Probe gestellt. Im Rahmen der Gründung des Norddeutschen Bundes 1866 hatte sich Preußen das Königreich Hannover einverleibt und forderte von allen Staatsdienern die Vereidigung auf den preußischen König. Heinrich Ewald war gegen die deutsche Einigung unter der Vorherrschaft Preußens, verweigerte im März 1867 den Eid und wurde deshalb aus der Philosophischen Fakultät ausgeschlossen. Allerdings erhielt er unter Beibehaltung seines Gehalts die Erlaubnis, noch Vorlesungen zu halten. Wegen unbotmäßiger Äußerungen in seiner Schrift Das Lob des Königs und des Volks wurde ihm 1868 die Lehrerlaubnis endgültig entzogen. Seiner politischen Überzeugung ging er ab 1869 als Parlamentsabgeordneter der Welfenpartei nach. Er widersetzte sich vehement der preußischen Politik, die eine Reichseinigung auch mit militärischen Mitteln herbeiführte. Auch nach dem Krieg 1870–71 und der Reichsgründung 1871 blieb Heinrich Ewald ein entschiedener Gegner des triumphierenden preußischen Militarismus. Heinrich Ewald verstarb im Alter von 72 Jahren in Göttingen und wurde dort auf dem Bartholomäi-Friedhof, dem heutigen Marien-Friedhof, beigesetzt.

## Schriften
- Die Composition der Genesis kritisch untersucht. Lucius, Braunschweig 1823. (Digitalisat)
- De metris carminum arabicorum libri duo. Lucius, Braunschweig 1825. (Digitalisat)
- Das Hohelied Salomos übersetzt u. erklärt. Deuerlich, Göttingen 1826. (Digitalisat) (3. Auflage 1866)
- Kritische Grammatik der hebräischen Sprache. Hahn, Leipzig 1827.  (Digitalisat)
- Ausführliches Lehrbuch der hebräischen Sprache. Hahn, Leipzig 1844. (Digitalisat der 5. Ausgabe 1844) (8. Auflage 1870)
- Über einige ältere Sanskritmetra. Deuerlich, Göttingen 1827. (Digitalisat)
- Libri Wakedii de Mesopotamiae expugnatae historia. Dieterich, Göttingen 1827. (Digitalisat)
- Commentarius in Apocalypsin Johannis. Hahn, Leipzig 1828. (Digitalisat)
- Grammatica critica linguae arabicae. 2 Bände. Hahn, Leipzig 1831–1833. (Digitalisat Band 1), (Band 2)
- Abhandlungen zur biblischen und orientalischen Literatur. Dieterich, Göttingen 1832. (Digitalisat)
- Die poetischen Bücher des alten Bundes. Vandenhoeck & Ruprecht, Göttingen 1835–1837. (Digitalisat Band 1), (Band 2), (Band 3), (Band 4) (3. Auflage 1866–1867)
- Zeitschrift für die Kunde des Morgenlandes. (führende Mitarbeit ab 1837)
- Verzeichniss der orientalischen Handschriften der Universitätsbibliothek zu Tübingen. Eifert, Tübingen 1839. (Digitalisat)
- Die Propheten des alten Bundes. Krabbe, Stuttgart 1840–1841. (Digitalisat Band 1), (Band 2) (2. Auflage 1867–1868)
- Hebräische Sprachlehre für Anfänger. Hahn, Leipzig 1842. (Digitalisat der 2. Ausgabe 1855) (4. Auflage 1874)
- Geschichte des Volkes Israel bis Christus. (1843–1852; 3. Auflage 1864–1868)
- Ueber eine zweite Sammlung Aethiopischer Handschriften in Tübingen. In: Zeitschrift der Deutschen Morgenländischen Gesellschaft, Band 1. 1847. S. 1–43 (Digitalisat).
- Ueber die Völker und Sprachen südlich von Aethiopien. In: Zeitschrift der Deutschen Morgenländischen Gesellschaft, Band 1. 1847. S. 44–56 (Digitalisat).
- Die Alterthümer des Volkes Israel. Dieterich, Göttingen 1848. (Digitalisat)
- Jahrbücher der biblischen Wissenschaft. (1849–1865; Herausgeber und Verfasser der meisten Beiträge)
- Die drei ersten Evangelien übersetzt und erklärt. Dieterich, Göttingen 1850. (Digitalisat)
- Eine neuarabische Qasîde. In: Zeitschrift der Deutschen Morgenländischen Gesellschaft, Band 5. 1851. S. 249–257 (Digitalisat).
- Über das äthiopische Buch Henoch. (1854)
- Die Sendschreiben des Apostels Paulus übersetzt und erklärt. Dieterich, Göttingen 1857. (Digitalisat)
- Ueber den heutigen stand der Phönikischen forschungen. In: Zeitschrift der Deutschen Morgenländischen Gesellschaft, Band 13. 1859. S. 343–358 (Digitalisat).
- Abhandlung über den Bau der Thatwörter im Koptischen. Dieterich, Göttingen 1861. ISBN 0-8370-1192-2
- Die Johanneischen Schriften übersetzt und erklärt. Dieterich, Göttingen 1861–1862. (Digitalisat Band 1), (Band 2)
- Über das vierte Esrabuch. (1863)
- Sieben Sendschreiben des neuen Bundes. Dieterich, Göttingen 1870. (Digitalisat)
- Das Sendschreiben an die Hebräer und Jakobus' Rundschreiben. Dieterich, Göttingen 1870. (Digitalisat)
- Die Lehre der Bibel von Gott, oder Theologie des alten und neuen Bundes. Vogel. Leipzig 1871–1875. (Band 3,2)

### Politische Stellungnahmen (Auswahl)
- Band 3,2id=El4AAAAAcAAJ&pg=PA58&dq=Heinrich+Ewald+Verfassung&hl=de&ei=opQOTaSJOcLssgbW4MHfDA&sa=X&oi=book_result&ct=result&resnum=1&ved=0CC0Q6AEwAA#v=onepage&q&f=false Worte an Herrn Klenze in Hannover, Basel 1838 (zum Verfassungsdisput)
- Lob des Königs und des Volkes. An die Preußen, Stuttgart: Carl Grüninger, 1869.
- Dr. H. Ewald über seine zweite Amtsentsetzung an der Universität Göttingen, Stuttgart 1868

### Mitgliedschaften
- Deutsche Morgenländische Gesellschaft[8]
- Deutscher Protestantenverein